# Lorenzo Petrocca

Lorenzo Petrocca im Jazzclub BIX Stuttgart 2015

Lorenzo Petrocca (* 18. Februar 1964 in Crotone, Italien) ist ein deutsch-italienischer Jazzmusiker (Gitarre, Komposition).

## Leben und Wirken
Petrocca kam 1979 als Fünfzehnjähriger mit seiner Familie als Emigrant nach Deutschland, wo er das Boxen begann. 1981 wurde er württembergischer Boxmeister in seiner Gewichtsklasse. Als Achtzehnjähriger kaufte er sich seine erste elektrische Gitarre. Bald spielte er mit italienischen Tanzbands, ab 1986 in Soul- und Funkbands mit amerikanischen Soldaten. Die Musiker Franco, Antonio und Davide Petrocca sind seine jüngeren Brüder.
Den Jazz entdeckte der Autodidakt erst 1989 mit 25 Jahren. 1995 entstand sein Debütalbum Insieme, an dem der Harmonikaspieler Bruno De Filippi mitwirkte. Petrocca erhielt im April 2001 nach einwöchiger Tour durch Louisiana die Ehrenbürgerschaft der Stadt New Orleans. 2011 wurde sein Album My Music, auf dem ausschließlich Eigenkompositionen zu hören sind, mit dem Preis „Archtop-Germany CD des Jahres 2011“ ausgezeichnet.
Neben zehn CD-Produktionen seiner eigenen Bands war er seit 1993 als Sideman an über 30 Aufnahmesessions beteiligt, u. a. mit Ack van Rooyen, Jiggs Whigham, Monty Alexander, Charly Höllering, Gee Hye Lee, Anne Czichowsky, Martin Drew und Gianni Basso. Petrocca leitet aktuell das Lorenzo Petrocca Organ Trio (Thomas Bauser, Orgel, Armin Fischer, Schlagzeug) sowie das Lorenzo Petrocca Quartet (Andy Herrmann (p), Jens Loh (kb), Armin Fischer (dr)). Im Italian Organ Trio widmet sich Petrocca gemeinsam mit Alberto Marsico (org) und Tommy Bradascio (dr) neben Eigenkompositionen den Canzoni Italiane. Auch mit dem Kontrabassisten Rosario Bonaccorso und dem Schlagzeuger Patrick Manzecchi hat man Petrocca jüngst diverse Male erleben können. Mit der Flötistin Isabelle Bodenseh legte er im Duo Jazz à la Flute mehrere Alben vor.

## Diskografische Hinweise
- Jazz à la Flute Essenza (GLM 2020)
- Italian Organ Trio oh soul mio (mochermusic 2019)
- Round About Italy (HGBS 2017, mit William Lecomte, Jens Loh, Antoine Fillon)
- Lorenzo Petrocca Organ Trio live in studio  (InVivo records 2016)[4]
- Fauzia Maria Beg Meets the Lorenzo Petrocca Organ Trio: Fancy Miss Nancy  (2014)
- Lorenzo Petrocca Trio Relax with Us (2010)
- Ballads (2004)
- Best of (2003)
- Franco & Lorenzo Petrocca Italy  (Edition Musikat 2001)
- Lorenzo Petrocca Organ Trio Milan in Minor  (Jardis JRCD 20136)
- Stop It (1998)
- Lorenzo Petrocca Quartett Insieme feat. Bruno de Filipp (Edition Musikat 95/005)